# هارون شوارتز
هارون شوارتز (بالإنجليزية: Aaron Schwartz)‏ هو ممثل أمريكي، ولد في 4 يناير 1981 بنيويورك في الولايات المتحدة.

## وصلات خارجية
- هارون شوارتز على موقع IMDb (الإنجليزية)
- هارون شوارتز على موقع قاعدة بيانات الفيلم (الإنجليزية)